# Giampiero Valsania
Giampiero Valsania (Torino, 8 febbraio 1966) è un ex pallavolista italiano.
Giocò nel ruolo di centrale.

## Carriera
La carriera di Giampiero Valsania inizia nella Pallavolo Torino, dove rimane per sei stagioni vincendo uno scudetto e una Coppa delle Coppe; perde inoltre una finale di campionato, una di Coppa Italia e una di Coppa CEV. Nel 1985 viene convocato dalla nazionale italiana juniores, con cui vince la medaglia d'argento al campionato mondiale di categoria.
A seguito dell'acquisizione dei diritti sportivi del Torino da parte del Cuneo Volley Ball Club, insieme a diversi compagni di squadra si trasferisce nella nuova società cuneese, dove rimane per quattro stagioni, ottenendo la promozione dalla Serie A2 alla Serie A1. Nel 1992 lascia la pallavolo ad alti livelli per lavorare alla FIAT come ingegnere.

## Palmarès

### Club
- Campionato italiano: 1

1983-84
- Coppa delle Coppe: 1

1983-84

### Nazionale (competizioni minori)
- Campionato mondiale juniores 1985